# ETA Berri
ETA Berri, 'Nova ETA' en basc, fou una escissió d'ETA produïda després de la celebració de la seva V Assemblea, que va tenir lloc el desembre de 1966 en la casa parroquial de Gaztelu (Guipúscoa). Des dels seus inicis, ETA era marcada per múltiples debats interns que procedien en gran manera dels intents de conjugar les idees i pràctiques heretades de l'àmbit polític que es va formar (les joventuts del Partit Nacionalista Basc, conservador i catòlic) amb altres més properes a plantejaments d'esquerra, per a les quals els aspectes purament nacionalistes no eren l'únic motor de l'organització, ni necessàriament els més importants.
Un dels debats més importants va ser el que va tenir lloc a mitjans dels anys 60 entre nacionalistes i obreristes, és a dir, persones partidàries de vincular l'acció d'ETA a les lluites obreres que en aquells dies sacsejaven Espanya i que tenien un fort component polític d'oposició al franquisme. Aquest vincle suposava buscar aliances amb sectors d'esquerra no nacionalistes, així com amb organitzacions de fora del País Basc.
Les tres tendències fonamentals dintre d'ETA van quedar clarament definides durant la IV Assemblea. Sorgeixen allí tres corrents: 
- el basquista o etnolingüistic, que aposta per plantejaments fonamentalment nacionalistes (encara que amb importants diferències respecte al nacionalisme basc tradicional), el cap visible del qual és José Luis Álvarez Enparantza, Txillardegi.
- el tercermundista, amb plantejaments més netament d'esquerres que pretén organitzar la lluita d'ETA amb plantejaments propers als de les organitzacions d'alliberament nacional que en aquests moments lluitaven contra les potències colonials en diversos llocs del món. Aquest és un corrent favorable a la creació d'escamots.
- l'obrerista, els plantejaments del qual són clarament comunistes i que supedita la lluita per l'alliberament nacional als interessos de la classe obrera.

A aquest últim corrent pertanyen els principals responsables de l'Oficina Política creada en aquesta IV Assemblea, organisme que concentrava la majoria de les atribucions que fins llavors havien pertangut a l'Executiu, els membres del qual es trobaven en l'exili. L'Oficina Política, autèntica direcció d'ETA en l'interior, va tenir la seu a Sant Sebastià i estava integrada en general per militants d'alt nivell intel·lectual els caps del qual més visibles eren Patxi Iturrioz i Eugenio del Río. Els obreristes, i amb ells l'Oficina Política sota la seva gestió, consideraven la classe obrera com a principal motor de lluita contra la dictadura. Aquesta classe obrera era, al País Basc, majoritàriament immigrant, i els bascs que la formaven generalment eren castellanoparlants i aliens en gran manera al que el nacionalisme defensava com a valors culturals bascs.
Els obreristes consideraven els immigrants bascs de ple dret, cosa que xocava amb les idees heretades del PNB, que els veia com enemics potencials de la nació basca. Sota la direcció obrerista, es van relaxar aspectes fonamentals de les bases ideològiques d'ETA com la lluita pel basc o la unificació del País Basc, Navarra i Iparralde. L'Oficina Política va buscar aliances amb Comissions Obreres i altres forces socials i polítiques no nacionalistes i va rebutjar la unitat amb sectors del nacionalisme vinculats a la burgesia (això és, el PNB i el seu entorn).
Aquestes idees, massa agosarades en una organització que era principalment nacionalista a pesar d'haver incorporat elements ideològics d'esquerra, van provocar una forta reacció per part dels altres sectors. Txillardegi, exiliat a Bèlgica, va denunciar que ETA estava deixant de ser una organització patriòtica per convertir-se en una organització comunista clàssica. S'inicia llavors un moviment intern l'objectiu del qual era desbancar els obreristes, encapçalat pel navarrès José María Eskubi, Txabi Etxebarrieta, que poc després seria el primer mort de l'organització, i el seu germà José Antonio. Decideixen convocar una assemblea (màxim òrgan de gestió d'ETA) sense informar l'Oficina Política. A les vespres de la celebració d'aquesta V Assemblea se li va comunicar a Patxi Iturrioz la decisió de procedir a la seva expulsió, proposada per l'Executiu, que va ser ratificada en la primera sessió de l'assemblea, el 7 de desembre de 1966. Els obreristes, en vista que l'assemblea denegava la petició de defensa d'Iturrioz, van decidir no participar-hi. La resta de la militància s'hi va mantenir, va escollir un nou Executiu i va decidir convocar una segona part de l'assemblea, que es va celebrar al març de 1967 a Getaria (Guipúscoa).
Patxi Iturrioz i la minoria obrerista, aliens ja a aquesta segona part de l'assemblea, van adoptar el nom d'ETA Berri ('Nova ETA'), per la qual cosa la resta de l'organització va passar a ser coneguda com a ETA Zaharra ('Vella ETA'). ETA Berri va aprofundir en la línia obrerista, participant en comissions Obreres, denunciant els aspectes que consideraven més reaccionaris i xovinistes del nacionalisme basc i allunyant-se definitivament del món del PNB, al qual pertanyien molts dels empresaris bascos. L'agost de 1968, ETA Berri va anunciar el canvi del seu nom pel de Komunistak ('els comunistes'), amb la qual cosa ETA Zaharra va tornar a ser simplement ETA.
A principis dels anys 70 es va convertir en l'Euskadiko Mugimendu Komunista (Moviment Comunista d'Euskadi), el qual, fusionant-se amb petits grups comunistes de tot l'estat, va formar un partit federal dit Moviment Comunista (MC). L'escissió d'ETA Berri, segons alguns dels seus protagonistes, va donar lloc a la primera violència de persecució contra persones d'idees contràries que va practicar ETA. Els obreristes, titllats d'espanyolistes o felipes, van ser objecte d'un boicot personal i polític per part no sols d'ETA sinó d'altres organitzacions nacionalistes, sobretot en petites i mitjanes poblacions. Patxi Iturrioz i Eugenio del Río van ser fins i tot sentenciats formalment a mort per la cúpula d'ETA en una reunió celebrada a Tolosa (Guipúscoa), sentència que no va arribar a complir-se.